# Aschendorfer Obermoor/Wildes Moor
Das Aschendorfer Obermoor/Wilde Moor ist ein Naturschutzgebiet in der niedersächsischen Stadt Papenburg und den Gemeinden Surwold in der Samtgemeinde Nordhümmling und Neulehe in der Samtgemeinde Dörpen im Landkreis Emsland.

## Allgemeines
Das Naturschutzgebiet mit dem Bundeskennzeichen NSG WE 261 ist 1.056 Hektar groß. Gut zwei Drittel der Fläche bilden das FFH-Gebiete „Krummes Meer, Aschendorfer Obermoor“. Das Gebiet steht seit dem 13. Dezember 2007 unter Naturschutz. In dem Naturschutzgebiet ging das zum 6. August 1983 ausgewiesene ehemalige Naturschutzgebiet „Krummes Meer“ mit dem Kennzeichen NSG WE 141 auf. Zuständige untere Naturschutzbehörde ist der Landkreis Emsland.

## Beschreibung
Das Naturschutzgebiet liegt südlich von Papenburg. Es stellt ein Hochmoorgebiet unter Schutz, das teilweise entwässert und abgetorft ist. Der Moorkörper wird durch Wiedervernässung regeneriert. Im Kernbereich des Schutzgebietes sind Restmoorbestände erhalten geblieben. Die Wiedervernässung des Moorgebietes wurde 1997 als Ausgleichsmaßnahme für den Bau des zwischen 1995 und 1998 gebauten Prüfgeländes Papenburg, das sich etwas nordöstlich des heutigen Naturschutzgebietes befindet, beschlossen.
Das ehemalige, circa 90 Hektar große Naturschutzgebiet „Krummes Meer“ ist Bestandteil des Naturschutzgebietes „Aschendorfer Obermoor/Wildes Moor“. Das Krumme Meer liegt im Norden des Naturschutzgebietes auf dem Gebiet der Stadt Papenburg. Es wird von einem teilweise verlandeten Moorkolk mit den umgebenden Moorflächen geprägt. Hier sind u. a. Schwingrasen und Moorheide zu finden.

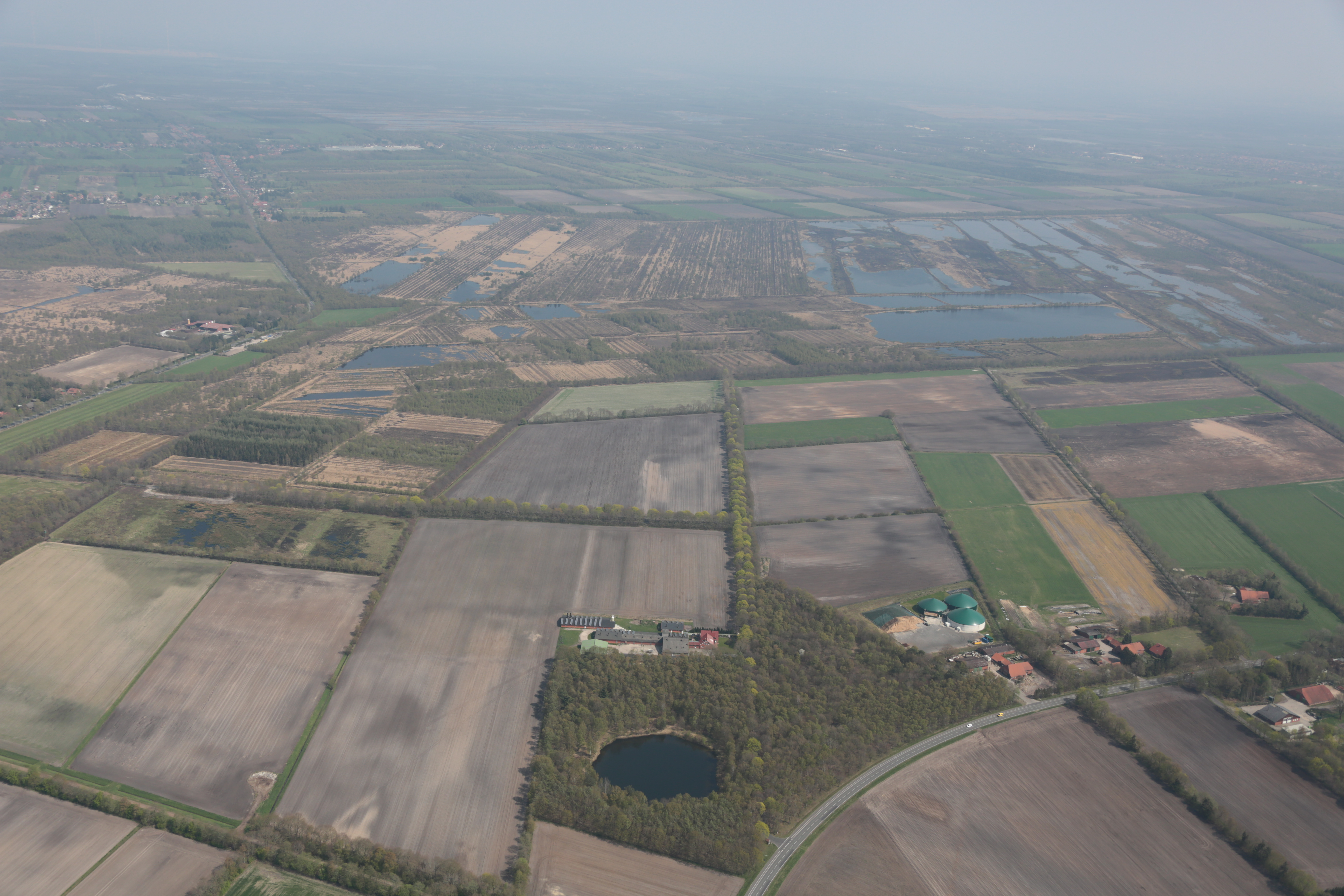
Luftaufnahme (2013): Blick von Westen über das Naturschutzgebiet (obere Bildhälfte)

Im Südosten des Naturschutzgebietes befinden sich landwirtschaftliche Nutzflächen. Der an die Moorfläche angrenzende Bereich soll durch das zeitweise Anstauen des Grabens zwischen dem Moor und der landwirtschaftlichen Nutzfläche zu einer hydrologischen Pufferzone entwickelt werden.
Durch einen Teil des Naturschutzgebietes verläuft ein Moorlehrpfad, der als Rundweg auf ehemaligen Wirtschaftswegen und Dämmen angelegt ist. Auf Schautafeln werden Informationen zu Moor und Landschaft vermittelt. Teil des Moorlehrpfades ist auch eine kleine Aussichtsplattform, die einen Panoramablick ermöglicht. Das Gebiet wird über diverse Gräben zu Seitenkanälen des Küstenkanals entwässert.